# Patrice Evra
Patrice Evra (Dakar, 15. svibnja 1981.) bivši je francuski nogometaš senegalskog podrijetla.

## Životopis
Kao sin diplomata, Evra se preselio iz Senegala u Bruxelles kad je imao 6 godina. Odrastao je u Les Ulisu u Francuskoj, te je igrao u omladinskoj školi Paris Saint-Germaina. Tamo su ga zamijetili skauti malog talijanskog kluba Marsala. Nakon dobrih nastupa, prelazi u Monzu, koja se tada natjecala u Serie B. No nakon samo tri nastupa u godinu dana, odlazi u francusku Nicu. 
U Nici je, zbog puno ozlijeđenih igrača, po prvi put u karijeri igrao na poziciji lijevog beka (prije je igrao kao napadač i središnji vezni). Evra se odlično snašao na novoj poziciji, te je na kraju sezone proglašen za najboljeg lijevog beka francuske druge lige. Njegove odlične igre zamijetio je Didier Deschamps, te ga dovodi u Monaco. Već prve sezone, Evra je s monegaškim klubom igrao u finalu Lige prvaka, sezone 2003./04., gdje ih je porazio Porto. Evra je ubrzo zaigrao i za francusku nogometnu reprezentaciju. 
Dana 10. siječnja 2006. godine, Evra prelazi u Manchester United za 5.5 milijuna funti. Već četiri dana kasnije, debitirao je za crvene vragove u gradskom derbiju protiv Manchester Cityja. U studenom iste godine, postiže svoj prvi gol za novi klub, u domaćoj utakmici protiv Evertona. Iduće sezone nastavlja s dobrim igrama, te je izabran u idealnu momčad sezone 2006./2007. Sezonu nakon toga, postaje jedan od ključnih igrača kluba u obrani naslova prvaka Premier lige, te u osvajanju Lige prvaka u dramatičnom finalu protiv Chelsea.  
Dana 12. srpnja 2014. godine, Evra prelazi u Juventus za 2,5 milijuna eura. Potpisuje dvogodišnji ugovor s talijanskim klubom.  
Francuski nogometni izbornik objavio je u svibnju 2016. godine popis za nastup na Europskom prvenstvu u Francuskoj, među kojim je i Evra bio.
U studenom 2017. godine sporazumno je prekinuo ugovor s klubom, a UEFA mu je zabranila igranje nogometa do konca ove sezone zbog udaranja navijača nogom u glavu, međutim tu zabranu je izbjegao raskinuvši ugovor s Marseilleom.

## Naslovi

### Klupski naslovi

#### AS Monaco
- Coupe de la Ligue
  - Prvak (1): 2002./03.
- Ligue 1
  - Dopravak (1): 2002./03.
- UEFA Liga prvaka
  - Doprvak (1): 2003./04.

#### Manchester United
- FA Premier liga
  - Prvak (3): 2006./07., 2007./08., 2008./09.
- Liga kup
  - Prvak (2): 2005./06., 2008./09.
- FA Community Shield
  - Prvak (2): 2007., 2008.
- FA kup
  - Doprvak (1): 2006./07.
- UEFA Liga prvaka
  - Prvak (1): 2008.
- UEFA Superkup
  - Doprvak (1): 2008.
- FIFA Svjetsko klupsko prvenstvo
  - Prvak (1): 2008.

### Osobne nagrade
- Idealna momčad Premier lige: 2006./07.

## Vanjske poveznice
- Profil na transfermarkt.com
- Profil na soccerway.com